# Jusuf Zejnullahu
Jusuf Zejnullahu (nacido en 1944 en la República Federativa Socialista de Yugoslavia) es un expolítico kosovar.

## Escenario y primeros años
Fue un miembro activo en la política kosovar durante los años ochenta, y ocupó varios cargos económicos importantes dentro de la Provincia Autónoma Socialista de Kosovo, Yugoslavia en su conjunto. El 14 de abril de 1989 fue elegido miembro del Comité Central de la Liga de Comunistas de Yugoslavia de Kosovo.

## Primer ministro de Kosovo
El 4 de diciembre de 1989, Zejnullahu fue elegido Primer ministro (Presidente del Consejo Ejecutivo) de la Provincia Autónoma Socialista de Kosovo, en entonces parte de la República Federal Socialista de Yugoslavia.
El 3 de abril de 1990 él y varios miembros pertenecientes a la etnia albanesa del Consejo Ejecutivo Provincial, incluyendo uno de los dos viceprimer ministros, ofrecieron sus renuncias, en protesta de las medidas de Slobodan Milošević en la región, y el manejo de los disturbios separatistas por el Partido Comunista local de Kosovo.
En la sesión del 23 de mayo de la Asamblea de Kosovo rechazó estas dimisiones, y los oficiales continuaron en sus cargos.

### Declaración de Secesión
Zejnullahu estuvo más tarde involucrado en la declaración de secesión el 2 de julio de 1990, después de que la Asamblea de Kosovo y el Consejo Ejecutivo fuesen disueltos. Fue designado Primer ministro más tarde en el exilio, en la sombra del gobierno provincial de Kosovo, y fue arrestado por sus actividades pro-independencia.

## Emigración a los Estados Unidos
En 1999, emigró a los Estados Unidos, donde actualmente reside.